# Hi Hi Puffy AmiYumi
Hi-Hi Puffy AmiYumi — американско-японский мультсериал, созданный компанией Renegade Animation для канала Cartoon Network. Создателем сериала и одновременно его исполнительным продюсером является Сэм Реджистер (Sam Register). По его словам, целевая аудитория мультфильма — мальчики и девочки от 6 до 16 лет, но «Hi Hi Puffy AmiYumi» имеет поклонников и среди фанатов реальных Ами Онуки и Юми Ёсимуры, составляющих J-pop-дуэт PUFFY (в Америке известный как Puffy AmiYumi). Сам Реджистер — тоже фанат этой музыкальной группы, и решил создать мультфильм, чтобы о ней узнали и в других частях мира. Мультсериал рассказывает о приключениях анимированных Ами и Юми, которые были очень популярны в Японии со времени своего дебюта, состоявшегося в 1996 году. Они также имеют несколько альбомов, выпущенных в США, включая альбом 2004 года с саундтреком к «Hi Hi Puffy AmiYumi».
За время своего существования сериал трижды номинировался на премию Энни. Также производятся товары по мотивам сериала, такие как видеоигры, релизы для домашних СМИ, игрушки и одежда.